# (301) Бавария
(301) Бавария (нем. Bavaria) — небольшой астероид главного пояса, который принадлежит к тёмным астероидам спектрального класса C и входит в состав семейство Либератрикс. Астероид был открыт 16 ноября 1890 года австрийским астрономом Иоганном Пализой в Венской обсерватории и назван в честь области Бавария, расположенной на юге и юго-востоке Германии.

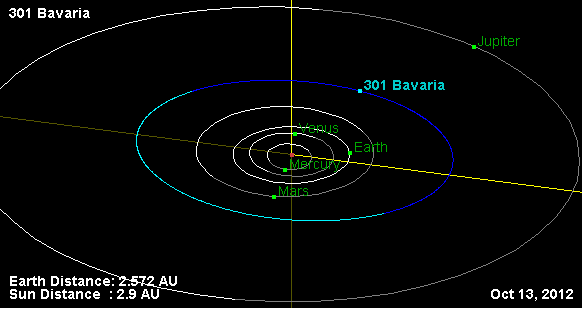
Орбита астероида Бавария и его положение в Солнечной системе